# Onesia higae
Onesia higae är en tvåvingeart som beskrevs av Kurashashi 1987. Onesia higae ingår i släktet Onesia och familjen spyflugor. Inga underarter finns listade i Catalogue of Life.